# チュウゴクイモリ
チュウゴクイモリ（Cynops orientalis）は、両生綱有尾目イモリ科イモリ属に分類される有尾類。別名シナイモリ。

## 分布
中華人民共和国（安徽省南部、河南省南部、湖北省東部、江西省、江蘇省南部、浙江省、福建省西部）固有種
模式標本の産地（模式産地）は浙江省。

## 形態
全長6.1 - 9.8センチメートル。頭胴長オス3.7 - 4.6センチメートル、メス4.1-5.4センチメートル。皮膚の表面は小さな顆粒状突起があるものの平滑で、背面正中線上に稜が発達しない。尾は頭胴長よりも短い。背面の体色は暗褐色や黒。喉から胴体、尾前半部までの腹面の体色は赤や橙色。
耳腺は発達する。喉に明瞭な横皺が入る。四肢は短く、胴体に沿って前肢を後方へ後肢を前方に伸ばすと指と趾が重複して接する。後肢の趾は5本。
オスの総排泄口の後端にある肉壁に突起が発達し糸状になる。

## 分類
福建省北部の個体群がフーディンイモリとして独立種となった。
安徽省の個体群を亜種に分ける説もあるが、根拠に乏しい。

## 生態
標高30 - 1,000メートル付近にある湿原、池、水田などに生息する。
食性は動物食で、昆虫、魚類、両生類の幼生などを食べる。
繁殖形態は卵生。3 - 7月（主に4-5月）に、年に100個（最大238個）の卵を産む。水草などを折り返してその中に卵を1個ずつ産み、5個ほど産むと休憩をはさむ。卵は15-25日で孵化する。

## 人間との関係
薬用とされることもあり、鎮痛作用があると信じられている。
ペットとして飼育されることもあり、日本にも輸入されている。アクアリウムか、アクアテラリウムで飼育する。高温に弱く飼育は難しいとされる。